# Varicorhinus altipinnis
Varicorhinus altipinnis és una espècie de peix cipriniforme de la família dels ciprínids.

## Morfologia
Els mascles poden assolir els 33,8 cm de longitud total.

## Distribució geogràfica
Es troba a Àfrica: conca del riu Lufira.